# Músicos ciegos

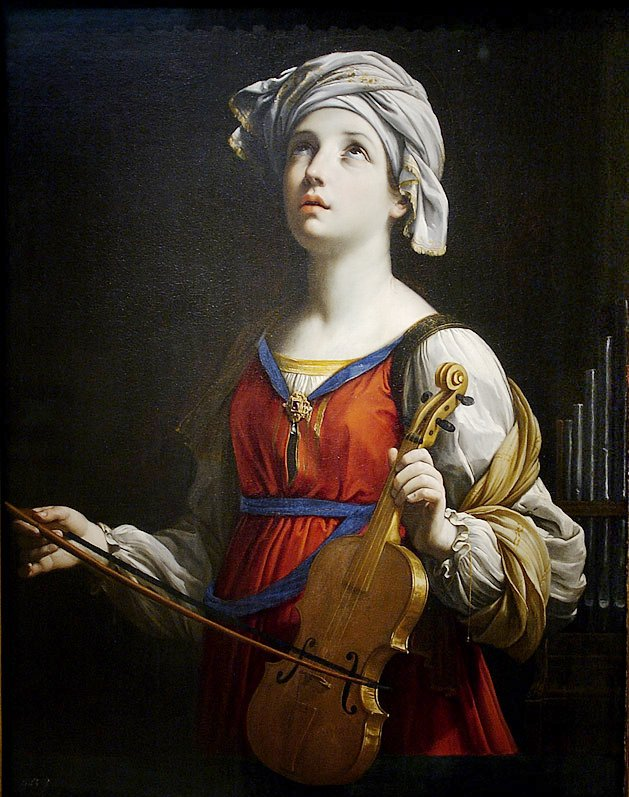
Santa Cecilia por Guido Reni, 1606

Músicos ciegos es la denominación popular que a lo largo de la historia de la humanidad han recibido cantantes e instrumentistas invidentes.
Louis Braille, el creador del alfabeto «braille» para invidentes, ideó también un sistema de notación musical llamado “musicografía Braille”. que permite leer y escribir música. Las mejores colecciones de partituras en braille están disponibles en la Library of Congress en Washington D. C. y en la National Library for the Blind, en Inglaterra.[cita requerida] Asimismo, existen diversas organizaciones que se dedican al apoyo a los músicos ciegos, desde la National Resourse Center for Blind Musicians o la Music Education Network for the Visually Impaired, hasta entidades como la ONCE.
Aunque Internet ha mejorado las posibilidades de los músicos ciegos para ser más independientes tanto en el estudio de la música como en la composición, en la práctica la mayoría de los programas están basados en interfaces gráficas de usuario, que hacen difícil la navegación para los invidentes.

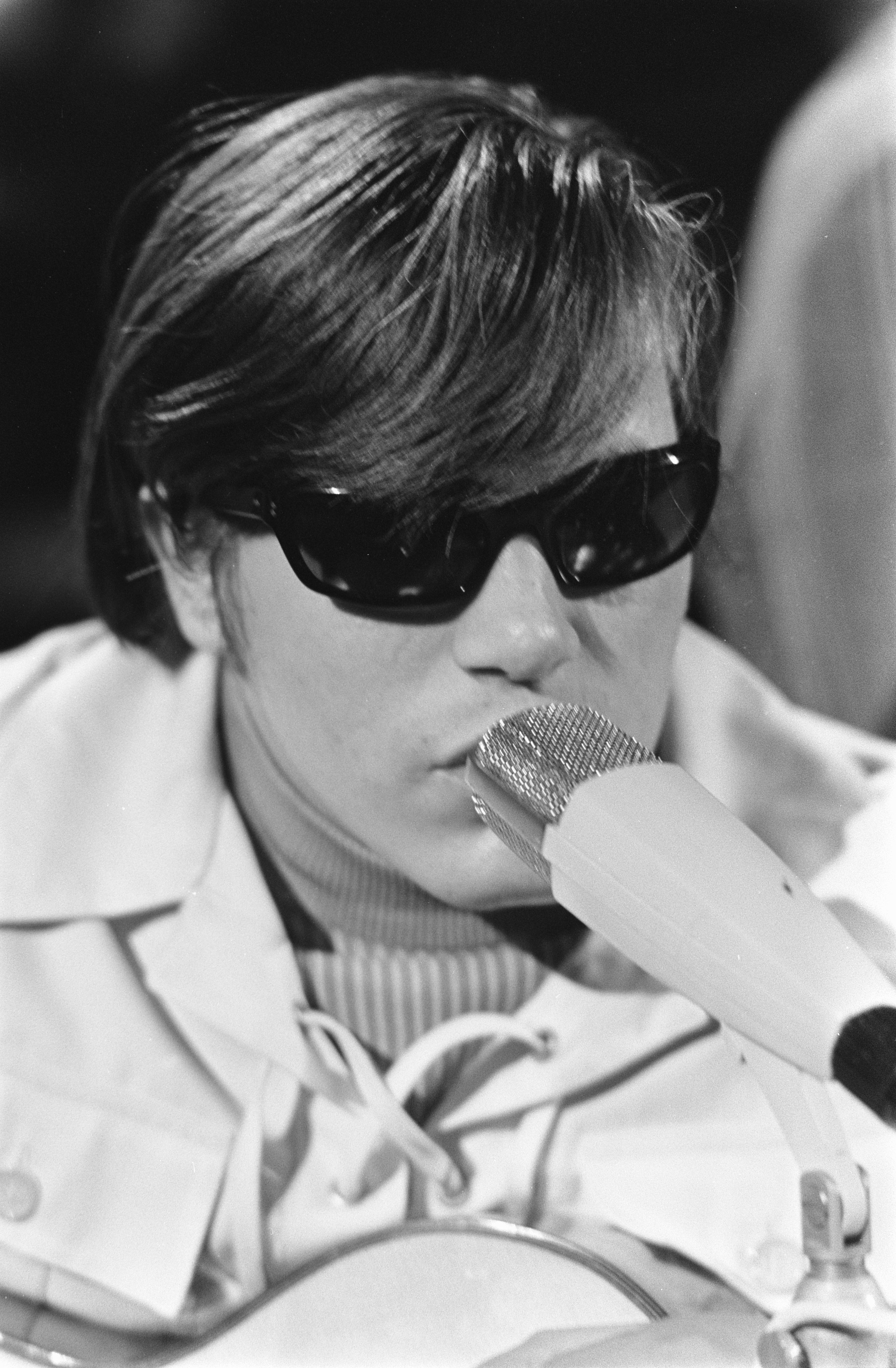
José Feliciano el 26 de febrero de 1970 en la «Grand Gala du Disque Populaire».

## Historia

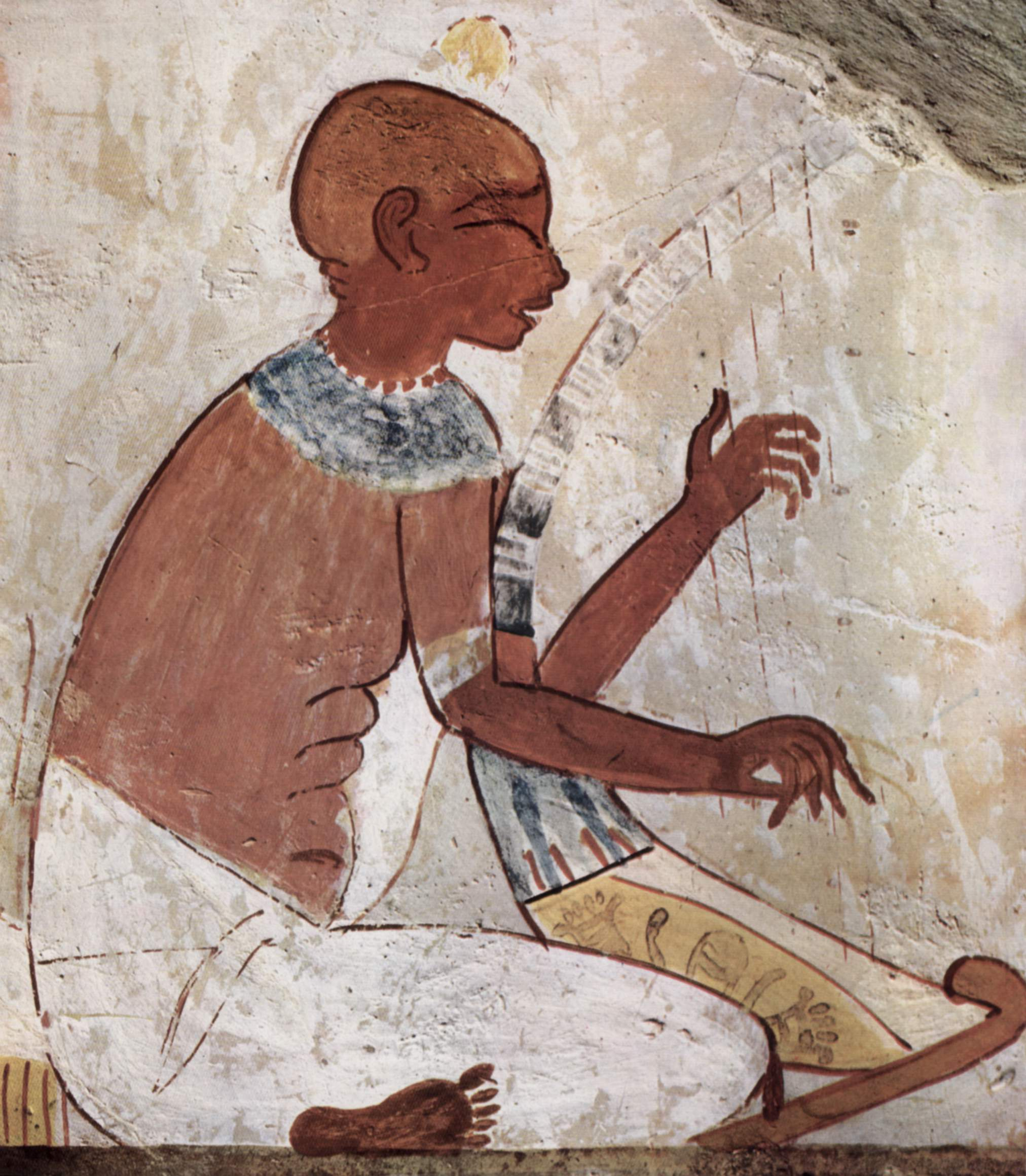
Un arpista ciego de un mural de la 18.ª dinastía del Antiguo Egipto,

### En China
Una de las obras musicales más populares en China, Erquan Yingyue (Luna reflejada en la segunda primavera), compuesta en la primera mitad del siglo xx, se atribuye a Hua Yanjun, más conocido como ‘Ciego Ah Bing’. 
Asimismo, el primer músico mencionado en las fuentes chinas, Shi Kuang, era un intérprete ciego del siglo vi a. C. 

### Músicos ciegos ambulantes

#### Los Biwa Hōshi en Japón
El «Heike Biwa», una forma de música narrativa creada en Japón durante el período Kamakura (1185-1333) fue extendida por músicos ciegos ambulantes, conocidos como «biwa hoshi» (por ser intérpretes de biwa, un tipo de flauta). Una de las historias más populares fue el Cantar de Heike. Aunque no eran monjes budistas, solían ser llamados monjes ciegos porque vestían toga y se rapaban la cabeza.

#### Los «Kobzars» de Ucrania
La tradición de juglares invidentes en Ucrania es conocida como «kobzarstvo», y estuvo activa entre 1800 y 1930. Los «kobzars» eran intérpretes de bandura y de lira y tuvieron un papel importante en la tradición oral ucraniana. Un estudio del etnógrafo Zhytetsky propone que los «kobzars» fueron antes cossacks asociados a epopeyas o dumas; por su parte, la investigadora Natalie Kononenko escribe que los «lirnyky» eran cantantes de iglesia ciegos organizados por gremios que practicaban la mendicidad y que la tradición ministril se conservó hasta la década de 1930. Para el folklorista Izmail Sreznevskyi los primeros banduristas «cossack» habían sido heridos en las batallas que ellos mismos cantaban. Mikhailo Khay atribuye a Stalin la destrucción a partir de 1930 del legado de los «kobzars» y su persecución. Se han descubiertos documentos que muestran que el renombrado bandurista Hnat Khotkevych fue ejecutado en 1938 y el kobzar ciego Ivan Kucherenko fue fusilado en 1937.[cita requerida]
En el siglo xxi el repertorio tradicional de los «kobzars» es interpretado por músicos no necesariamente ciegos. Durante su investigación en Ucrania, Kononenko solo encontró una persona ciega que fuera intérprete de las canciones antiguas, un hombre llamado Pavlo Suprun, que había estudiado bandura y canto en el Conservatorio de Kiev.

#### Pliegos de cordel y romances de ciego
Músico ambulante tradicional y común en toda Europa desde la Edad Media fue el llamado «ciego de los romances», mendigo ciego que iba errante de pueblo en pueblo, relatando, cantando o vendiendo los ‘pliegos de cordel’. Tipología humana que llegaría a generar un personaje literario, de especial relevancia en la novela picaresca. Fueron inmortalizados en la pintura por maestros como Francisco de Goya (en sus cartones para tapices y en sus grabados), Georges de la Tour o Ramón Bayeu.

#### En la música tradicional irlandesa
En la rica historia de arpistas, gaiteros y otros músicos ambulantes de Irlanda, se ha documentado la presencia de músicos ciegos, como el arpista Turlough Carolan, autor de varias obras que se han convertido en parte del repertorio tradicional, como "Sidh Beag Sidh Mór" y el "Carolan's Concerto". También pueden añadirse los nombres de Eoghain Ó Cianáin (ca. 1540), Nicholas Dáll Pierce (ca. 1601), William fitz Robert Barry (ca. 1615), Ruaidri Dáll Ó Catháin (muerto en 1653), Higgins of Tyrawley (ca. s. xviii) y Martin O'Reilly (1829–1904).

### En la música negra americana

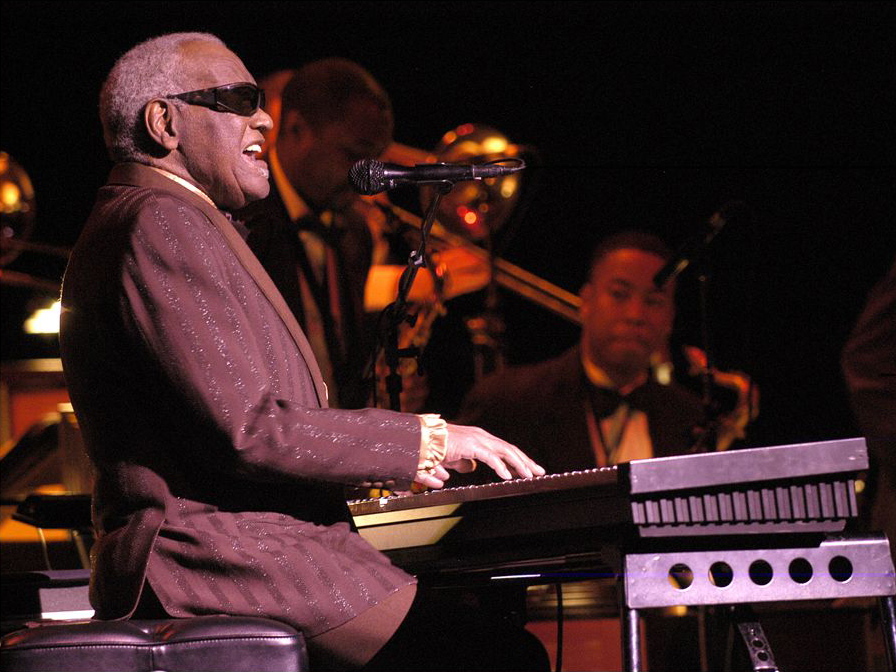
Ray Charles en el Festival Internacional de Jazz de Montreal de 2003

La contribución significativa a la música popular americana de músicos invidentes es proverbial y popularmente conocida por su presencia en el blues, el góspel, el jazz y otros estilo de origen afroamericano. Desde “Arizona” Juanita Dranes, una de las primeras cantantes de góspel que realizaron una grabación, hasta Al Hibbler, Ray Charles, o el también pianista Art Tatum. Y más tarde Stevie Wonder, con más de 30 canciones que han estado en el top 10 de EE. UU. y ganador de 22 Grammys (es el artista que más ha ganado en la historia).
Entre los músicos negros ciegos del estilo «country» puede mencionarse a Blind Lemon Jefferson, Blind Willie McTell, Blind Willie Johnson, Sonny Terry, Blind Boy Fuller y Reverend Gary Davis. Y entre los que se hicieron pasar por ciegos están por ejemplo Eddie Lang, y Bogus Ben Covington.

### En la música clásica
Compositores ciegos fueron Francesco Landini, Antonio de Cabezón o Joaquín Rodrigo. En el capítulo de la colaboración entre músicos con discapacidades puede citarse también al compositor ciego vienés Rudolf Braun, que escribió obras para piano para la mano izquierda para el pianista con un brazo Paul Wittgenstein.
El tenor italiano Andrea Bocelli (considerado el cantante con más ventas en la historia de la música clásica), nació con glaucoma congénito y perdió completamente la visión a los 12 años tras una lesión jugando al fútbol.
A sus 20 años de edad, el japonés Nobuyuki Tsujii fue el primer pianista ciego en ganar un competición internacional (la 13.ª Van Cliburn International Piano Competition, en 2009). También ganó el premio Beverley Taylor Smith a la mejor interpretación de una obra nueva. Tsujii nació ciego y desarrolló su propia técnica aprendiendo obras para piano muy complejas. En 2010 su discografía incluía 10 CDs, algunos de los cuales habían vendido más de 100.000 copias. 
En la India, puede citarse al violinistas Chandrasekaran autor e intérprete de música carnática del sur del país.

### Organistas
La de los organistas ciegos es una tradición que se remonta varios siglos atrás. El italiano del siglo xiv Francesco Landini (?-1397), el maestro del barroco español Antonio de Cabezón (1510-1566) y el inglés John Stanley (1712-1786) son algunos ejemplos destacados. Entre los organistas ciegos del siglo xx, se citan: los franceses Louis Vierne (1870-1937), Andre Marchal (1894-1980), Gaston Litaize (1909-1991), Jean Langlais (1907-1991) o Jean-Pierre Leguay (1939-); el alemán Helmut Walcha (1907-1991); o los ingleses Alfred Hollins (1865-1942) y David A. Liddle (1960-).

### Afinadores de piano europeos
Existe la creencia de que los afinadores de piano del siglo xix en Francia e Inglaterra eran ciegos, a partir de la figura de Claude Montal, alumno invidente del «Institut National des Jeunes Aveugles» en 1830, y de Thomas Rhodes Armitage que aplicó los métodos de Montal en Gran Bretaña, país en el que existe una organización de afinadores de piano ciegos.

## Iconografía

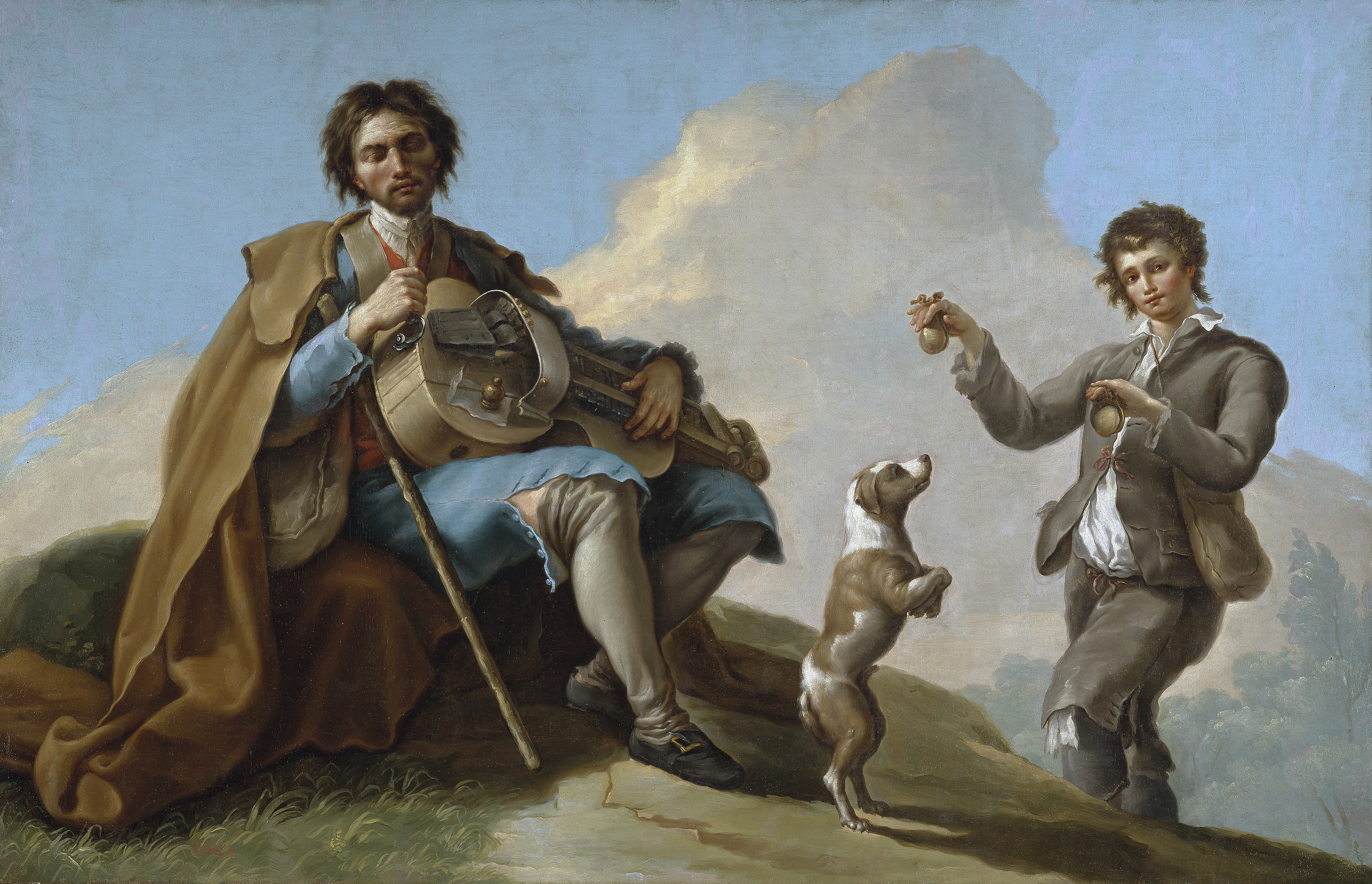
El ciego músico, pintado por Ramón Bayeu y Subías en 1786.

La iconografía de los músicos ciegos fue recogida ya de forma magistral por pintores flamencos como Pieter Bruegel y posteriores maestros del costumbrismo holandés. Presentes también en algunos ejemplos de la pintura del Barroco, alcanzan una soberbia síntesis realista con Francisco de Goya y Georges de La Tour.
Más allá de las representaciones legendarias de ilustres ciegos históricos como Homero o Kian Gwenc'hlan (druida y bardo bretón del siglo vi), algunos estudios contemporáneos (como el de Albert Lord en The Singer of Tales sobre músicos ciegos en Yugoslavia) delatan la realidad fraudulenta de muchos músicos que se hicieron pasar por ciegos. Así lo afirma también Natalie Kononenko, tras sus estudios de campo en Turquía, donde solo encontró como músico ciego de talento a Ashik Veysel.